# Köln-Rodenkirchen (Stadtbezirk)
Rodenkirchen ist der zweite von neun Stadtbezirken Kölns.

## Geographie

### Geographische Lage
Der Bezirk liegt am Westufer des Rheins im sogenannten Rheinbogen. Er ist der südlichste der linksrheinischen Kölner Stadtbezirke.

### Nachbarbezirke und -gemeinden
Rodenkirchen grenzt im Norden an den ersten Stadtbezirk Innenstadt, im Osten durch den Rhein getrennt an den siebten Stadtbezirk Porz, im Süden an die Stadt Wesseling, im Südwesten an die Stadt Brühl, im Westen an die Stadt Hürth und im Nordwesten an den dritten Stadtbezirk Lindenthal.

### Stadtgliederung
Der Stadtbezirk umfasst die Stadtteile Bayenthal, Godorf, Hahnwald, Immendorf (mit der Siedlung Giesdorf), Marienburg, Meschenich, Raderberg, Raderthal, Rodenkirchen, Sürth, Rondorf (mit den Siedlungen Höningen und Hochkirchen), Weiß, Zollstock.

#### Der „Kölner Süden“
Die im Rheinbogen liegenden Stadtteile des Stadtbezirks – Bayenthal, Marienburg, Rodenkirchen, Weiß und Sürth – werden häufig unter dem geografisch nicht eindeutig bestimmten Oberbegriff „Kölner Süden“ gefasst. Städtebauliche Merkmale, die diesen Bereich auszeichnen, sind Villenviertel aus der Gründerzeit, großzügige Gärten und Alleen mit historischem Baumbestand sowie expandierende zeitgenössische Wohngebiete gehobener Qualität. In vielen historischen Villen, wie sie vor allem für Marienburg typisch sind, sind Firmen und öffentliche Einrichtungen oder auch Kliniken und Pflegestätten untergebracht.
Auch das Rheinufer in Rodenkirchen und Sürth ist in weiten Teilen durch repräsentative Villenarchitektur geprägt. Typisch für den Kölner Süden sind außerdem die weiträumigen Park- und Forstanlagen, die vom Südabschnitt des Kölner Grüngürtels entlang der Militärringstraße über den Golfplatz Marienburg, den Forstbotanischen Garten, das Rodenkirchener Naherholungsgebiet Friedenswald bis zu den seit 1960 aufgeforsteten Waldgebieten im Weißer Rheinbogen reichen.
Im Kontrast dazu stehen teilweise die nordwestlichen Stadtteile Raderberg, Raderthal und Zollstock, die teilweise bis in die 1980er-Jahre als Industriestandorte fungierten und dicht bebaute Arbeiterviertel aufweisen.

#### Kölner Umland
Der südwestliche Teil des Stadtbezirks ist dörflich geprägt und gehört siedlungsgeografisch zum Kölner Umland. Zwischen den Siedlungskernen der einzelnen Dörfer befinden sich noch unbebaute Freiflächen mit Feldern und Wiesen sowie diverse Neubaugebiete mit Einfamilien- oder Reihenhäusern. In Godorf und Hahnwald entstanden in der Umgebung des Raffineriezentrums des Konzerns Shell (nördliche Werksanlage der Rheinland-Raffinerie) mehrere Gewerbe- und Geschäftsgebiete mit Firmenniederlassungen sowie Groß- und Einzelhandelsmärkten, die aufgrund der guten Verkehrsanbindung über die Köln-Bonner-Autobahn auch von auswärtigen Besuchern und Kunden aus dem gesamten Kölner Einzugsgebiet frequentiert werden.

#### Highlights
In ihrer Siedlungsstruktur unvergleichlich sind die Wohnanlage auf dem Kölnberg in Meschenich, wo ein Hochhauskomplex in den 1970er-Jahren mitten in ein bäuerlich geprägtes Dorf gesetzt wurde, und die seit den 1950er-Jahren ausgebaute moderne Villenkolonie Hahnwald. Auch die zwischen Rodenkirchen und Sürth gelegene Diakonie Michaelshoven, die ein Gemeinschaftsdorf mit Wohnhäusern und sozialen Einrichtungen bildet, ist von der Anlage her ein in sich geschlossenes und einzigartiges Gebilde.

## Geschichte
Das heutige Gebiet des Stadtbezirks entspricht etwa der Ausdehnung der zur Zeit der französischen Herrschaft Ende des 18. Jahrhunderts gebildeten und 1815 von der preußischen Verwaltung übernommenen Bürgermeisterei Rondorf im ehemaligen Kanton Brühl. Die daraus hervorgegangene Gemeinde Rondorf im Landkreis Köln hatte sich 1961 in Gemeinde Rodenkirchen umbenannt, da Rodenkirchen inzwischen zum Hauptort geworden war.
Der Stadtbezirk wurde am 1. Januar 1975 mit der Eingemeindung der vormals selbständigen Gemeinde Rodenkirchen und der Stadt Wesseling in die Stadt Köln gegründet. Zusätzlich wurden noch einige bereits 1888 nach Köln eingemeindete Stadtteile, die vorher zur Gemeinde Rondorf gehört hatten, dem Stadtbezirk wieder zugeordnet. Durch eine erfolgreiche Verfassungsklage gegen das Köln-Gesetz wurde der Stadtteil Wesseling am 1. Juni 1976 ausgemeindet und erhielt seine Selbständigkeit zurück.
Im Jahr 1880 wurde in Rodenkirchen eine Freiwillige Feuerwehr gegründet. Die Löschgruppe der Freiwilligen Feuerwehr in Rodenkirchen wurde mit der Eingemeindung in das Stadtgebiet der Stadt Köln in die Organisationsstruktur der Feuerwehr Köln überführt. Sie besteht unverändert und ist damit eine der ältesten Einheiten im heutigen Stadtgebiet.

## Politik

### Bezirksvertretung
| Sitzverteilung in der Bezirksvertretung Köln-Rodenkirchen 2020Insgesamt 19 Sitze - Linke: 1 - SPD: 4 - Grüne: 6 - CDU: 5 - FDP: 2 - AfD: 1 Bezirksvertretungswahl 2020in Prozent %403020100 31,226,118,57,45,44,47,8 GrüneCDUSPDFDPLinkeAfDSonst.Gewinne und Verlusteim Vergleich zu 2014 %p 10 8 6 4 2 0 −2 −4 −6+9,0−5,4−5,0−0,1+0,4+2,0GrüneCDUSPDFDPLinkeAfDSonst. |

### Wahlen im Stadtbezirk
| Jahr | Wahl                   | Wbt.  | CDU  | Grüne | SPD  | FDP  | AfD | Linke | Sonst. |
| ---- | ---------------------- | ----- | ---- | ----- | ---- | ---- | --- | ----- | ------ |
| 2022 | Landtagswahl           | 62,3  | 31,1 | 27,6  | 21,0 | 8,0  | 3,2 | 2,5   | 6,5    |
| 2021 | Bundestagswahl         | 81,4  | 23,8 | 25,0  | 23,6 | 13,6 | 4,1 | 4,3   | 5,8    |
| 2020 | Bezirksvertretungswahl | 54,8  | 26,1 | 31,2  | 18,5 | 7,4  | 4,4 | 5,4   | 7,0    |
| 2020 | Ratswahl               | 54,7  | 25,6 | 27,3  | 20,8 | 7,0  | 4,3 | 4,9   | 10,3   |
| 2019 | Europawahl             | 68,6  | 24,1 | 30,5  | 16,6 | 7,9  | 6,1 | 4,7   | 10,0   |
| 2017 | Bundestagswahl         | 79,2  | 29,9 | 12,3  | 21,0 | 17,3 | 6,9 | 9,1   | 3,6    |
| 2017 | Landtagswahl           | 68,9  | 31,0 | 10,1  | 25,1 | 17,4 | 5,5 | 6,3   | 4,4    |
| 2014 | Bezirksvertretungswahl | 52,8  | 31,5 | 22,2  | 23,5 | 7,5  | 4,0 | 5,5   | 5,8    |
| 2014 | Ratswahl               | 52,8  | 32,0 | 19,1  | 25,7 | 7,3  | 4,0 | 5,5   | 6,5    |
| 2014 | Europawahl             | 56,6  | 30,5 | 15,9  | 29,3 | 6,9  | 6,2 | 5,4   | 5,9    |
| 2013 | Bundestagswahl         | 76,3  | 37,9 | 12,2  | 27,1 | 8,1  | 3,7 | 6,6   | 4,3    |
| 2012 | Landtagswahl           | k. A. | 22,5 | 17,5  | 32,5 | 14,2 | —   | 2,6   | 10,7   |
| 2010 | Landtagswahl           | k. A. | 32,6 | 18,7  | 27,8 | 9,6  | —   | 5,4   | 5,9    |
| 2009 | Bezirksvertretungswahl | k. A. | 31,0 | 23,3  | 22,5 | 12,6 | —   | 3,8   | 6,8    |
| 2009 | Ratswahl               | k. A. | 30,5 | 22,1  | 23,4 | 12,9 | —   | 3,7   | 7,4    |
| 2009 | Bundestagswahl         | 73,8  | 29,9 | 15,7  | 23,0 | 19,9 | —   | 7,4   | 4,1    |
| 2009 | Europawahl             | k. A. | 31,2 | 19,9  | 19,8 | 18,9 | —   | 4,2   | 6,0    |
| 2005 | Bundestagswahl         | k. A. | 31,9 | 12,3  | 34,2 | 14,6 | —   | 4,9   | 2,1    |
| 2005 | Landtagswahl           | k. A. | 41,1 | 11,1  | 33,4 | 9,5  | —   | 1,0   | 3,9    |
| 2004 | Bezirksvertretungswahl | k. A. | 34,6 | 17,3  | 28,1 | 10,0 | —   | 2,1   | 7,9    |
| 2004 | Ratswahl               | k. A. | 36,1 | 16,2  | 27,9 | 10,0 | —   | 2,1   | 7,7    |
| 2004 | Europawahl             | k. A. | 39,7 | 19,4  | 21,6 | 11,4 | —   | 2,2   | 5,7    |
| 2002 | Bundestagswahl         | k. A. | 33,8 | 14,3  | 37,9 | 11,0 | —   | 1,4   | 1,6    |
| 2000 | Landtagswahl           | k. A. | 37,2 | 10,8  | 38,0 | 11,7 | —   | 1,1   | 1,2    |

## Kultur und Sehenswürdigkeiten
Parks

Ausgedehnte Grünflächen, Naherholungsbereiche im Bereich der Rheinaue und des Forstbotanischen Gartens sowie Naturschutzgebiete wie der Sürther Aue zeichnen den Kölner Süden aus. An Rodenkirchen und Sürth vorbei bis Godorf verläuft eine Etappe des Rheinradwegs. Auch für Jogging ist das Freizeitgebiet beliebt.
In diesem Teil der Parklandschaft unterhält auch einer der ältesten Golfclubs Deutschlands (1906 gegründet) seinen Neun-Loch-Platz, eine Nachfolgegestaltung von 1955 durch Bernhard von Limburger an Stelle der im Zweiten Weltkrieg verwüsteten ursprünglichen 18-Loch-Anlage von 1909.

## Bilder aus dem Stadtbezirk

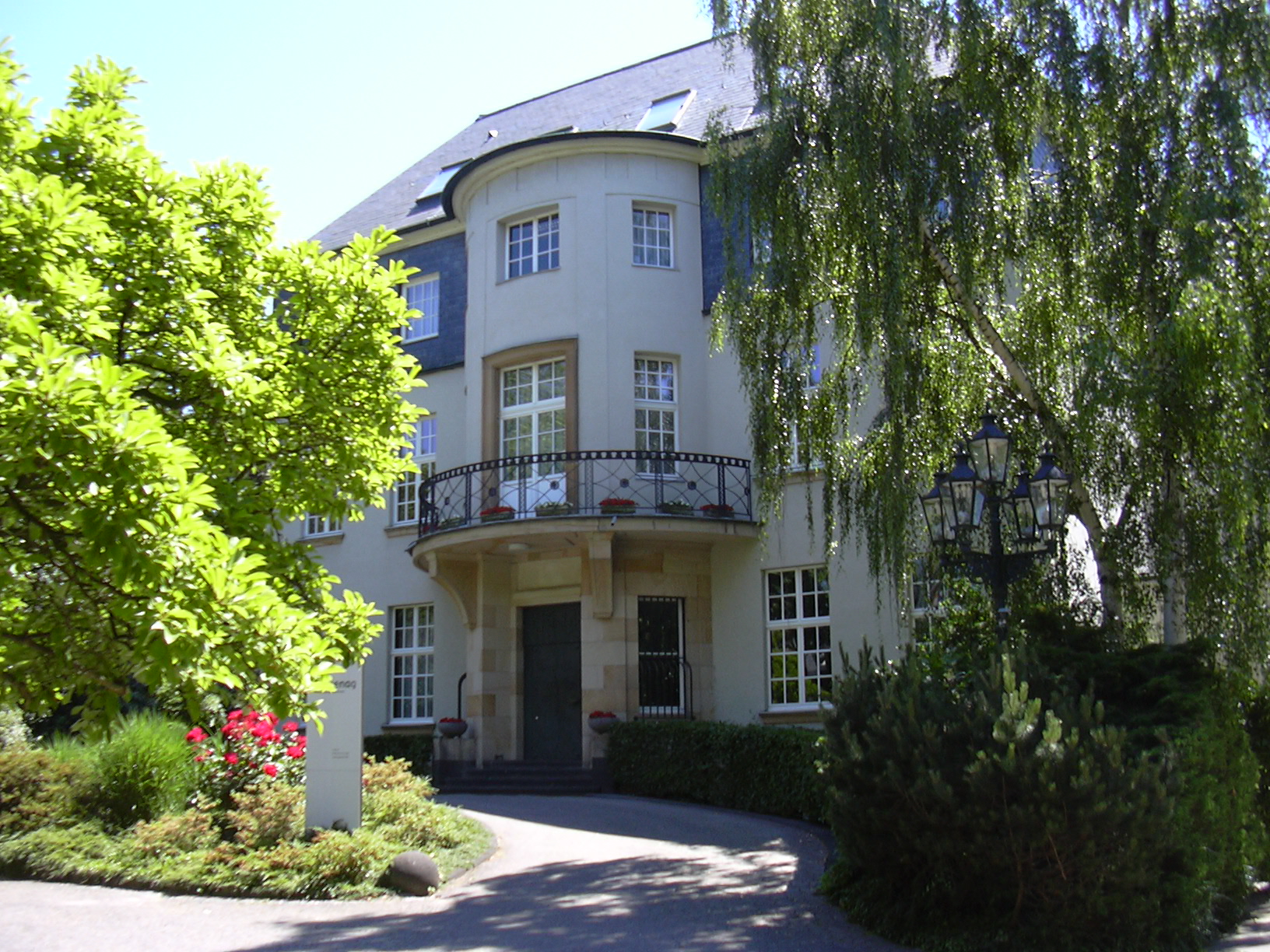
Wilhelminische Villa am Bayenthalgürtel
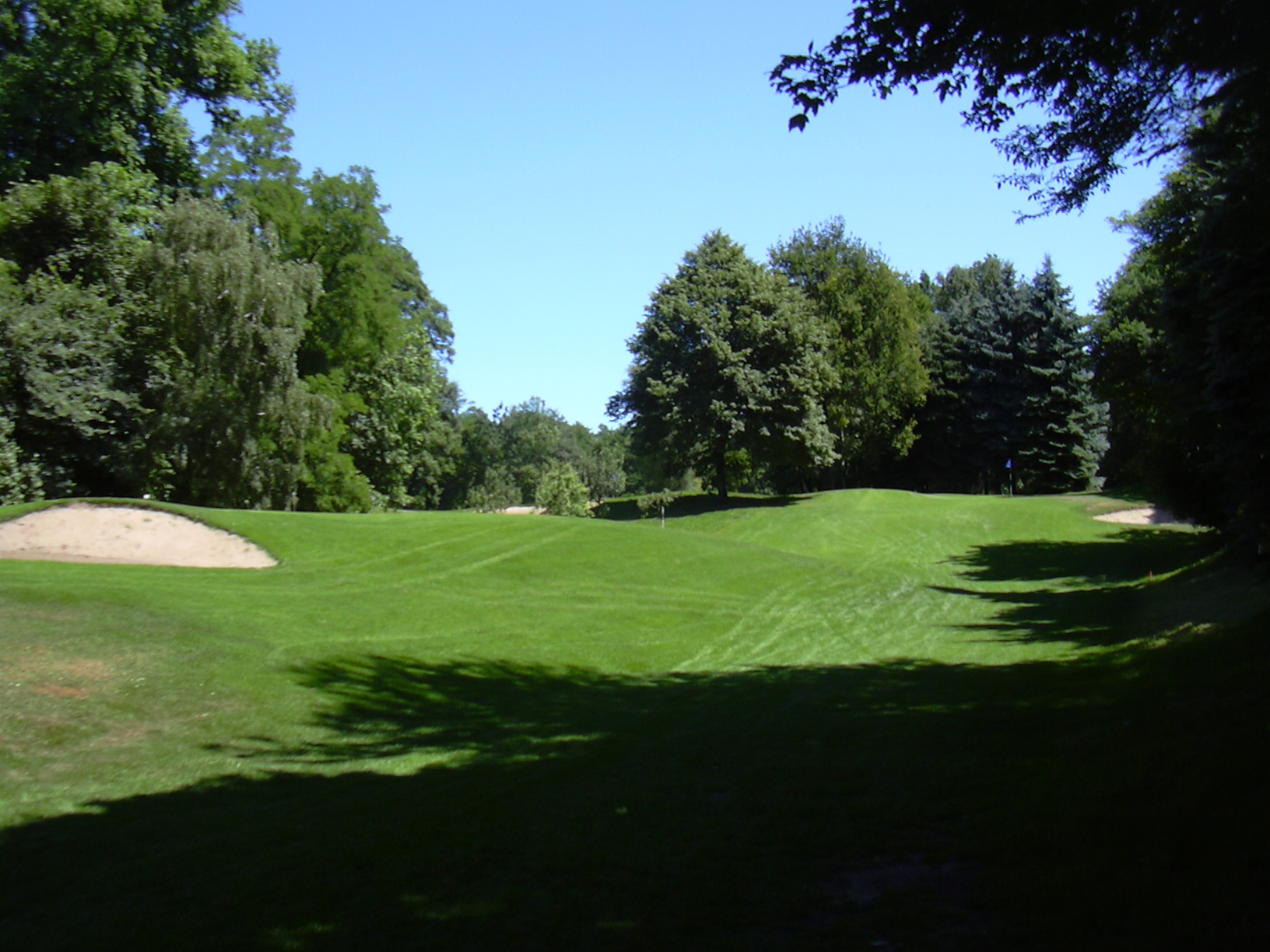
Golfplatz Köln-Marienburg
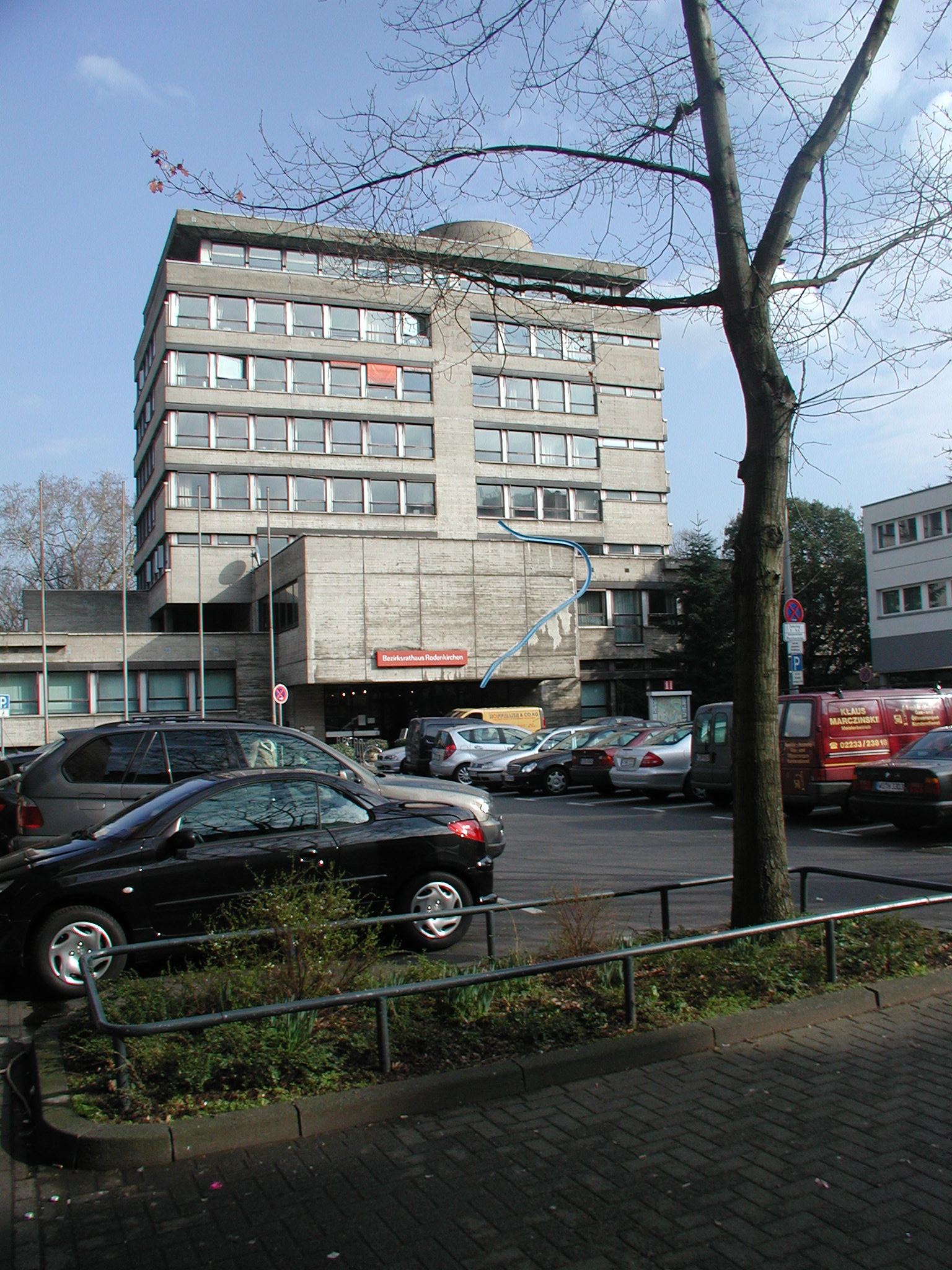
Bezirksrathaus Rodenkirchen (Architekt Walter Ruoff von der Werkgruppe 7 und Bauturm)
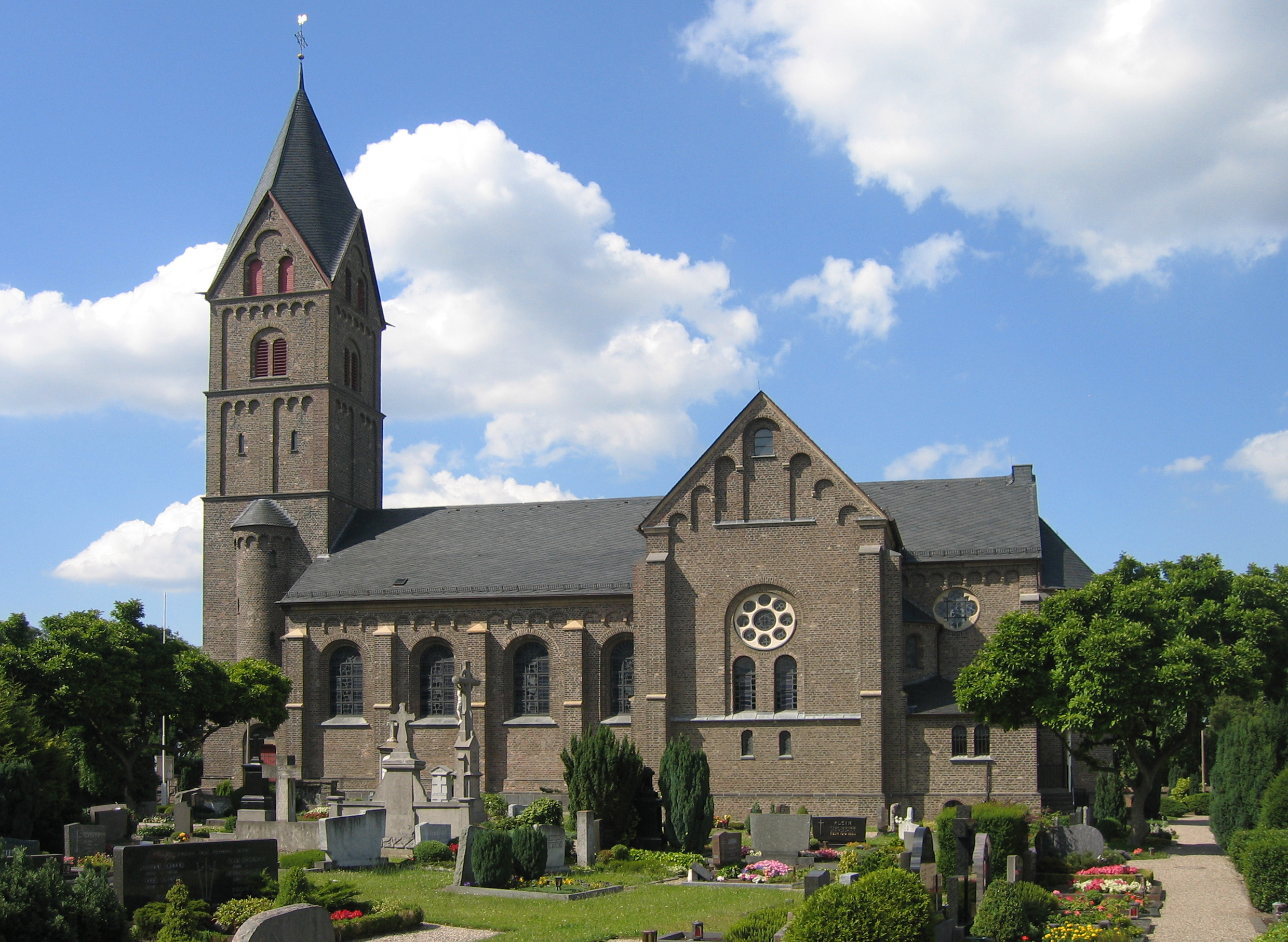
Denkmalgeschützte Dorfkirche mit Kirchhof in Immendorf
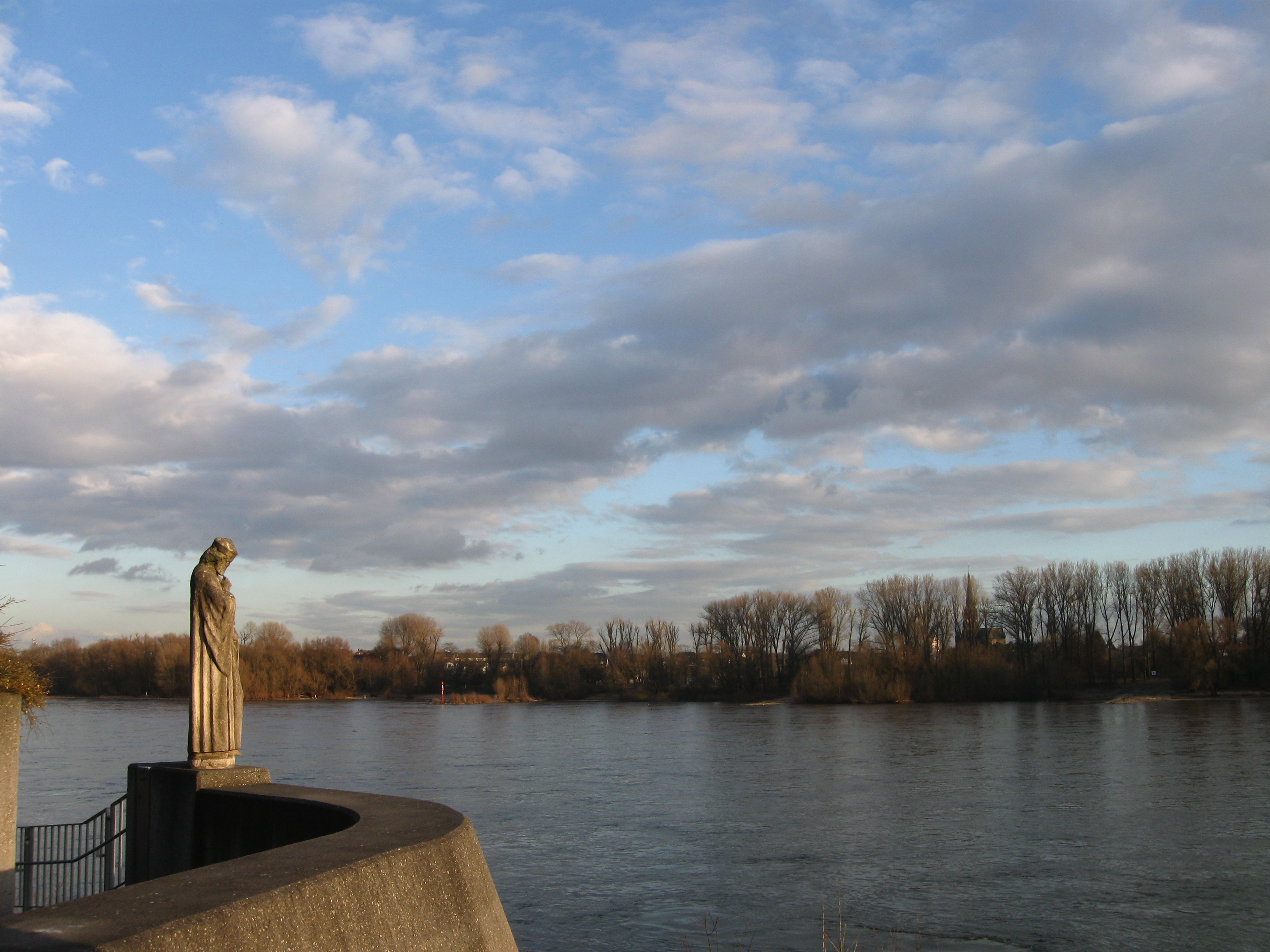
Nepomukstatue am Rheinufer in Weiß